# دیگو کاوالیری
دیگو کاوالیری (پرتغالی: Diego Cavalieri؛ زادهٔ ۱ دسامبر ۱۹۸۲) بازیکن فوتبال اهل برزیل است.
از باشگاه‌هایی که در آن بازی کرده‌است می‌توان به پالمیراس، لیورپول، فلومیننزه، کریستال پالاس و بوتافوگو اشاره کرد.
وی همچنین در تیم ملی فوتبال برزیل بازی کرده‌است.